# 國際機器人足球協會
國際機器人足球協會（英語：Federation of International Robosports Association,FIRA）是一個國際性組織，早期負責舉辦機器人足球競賽，競賽通常為五隻自主機器人足球賽。
国际机器人足球协会中国分会由洪炳镕教授1997年在哈尔滨工业大学成立。洪炳镕任首任会长，并创建了中国首支机器人足球队。同年，中国人工智能学会（CAAI）开始设立机器人足球工作委员会，洪炳镕任首任主任。在FIRA和CAAI的支持下，中国每年都举行机器人足球全国锦标赛并已经举办了两次FIRA世界杯。:19:217
後來競賽分為:空中組、全能機器人運動賽、挑戰賽及青少年組。
FIRA台灣區選拔賽: Humanoid Taiwan。

## 外部連結
- FIRA RoboWorld Cup & Congress （页面存档备份，存于）
- A view at 2010 RoboWorldCup In India （页面存档备份，存于）
- 2019 Humanoid @ Taiwan （页面存档备份，存于）